# Лауверзейл
Лауверзейл (нід. Lauwerzijl, нід. вимова: [ˌlɑu̯.ərˈzɛi̯l]) — село в нідерландській провінції Гронінген. Входить до муніципалітету Вестерквартір. Його населення станом на 2021 рік складало 195 осіб.

## Галерея

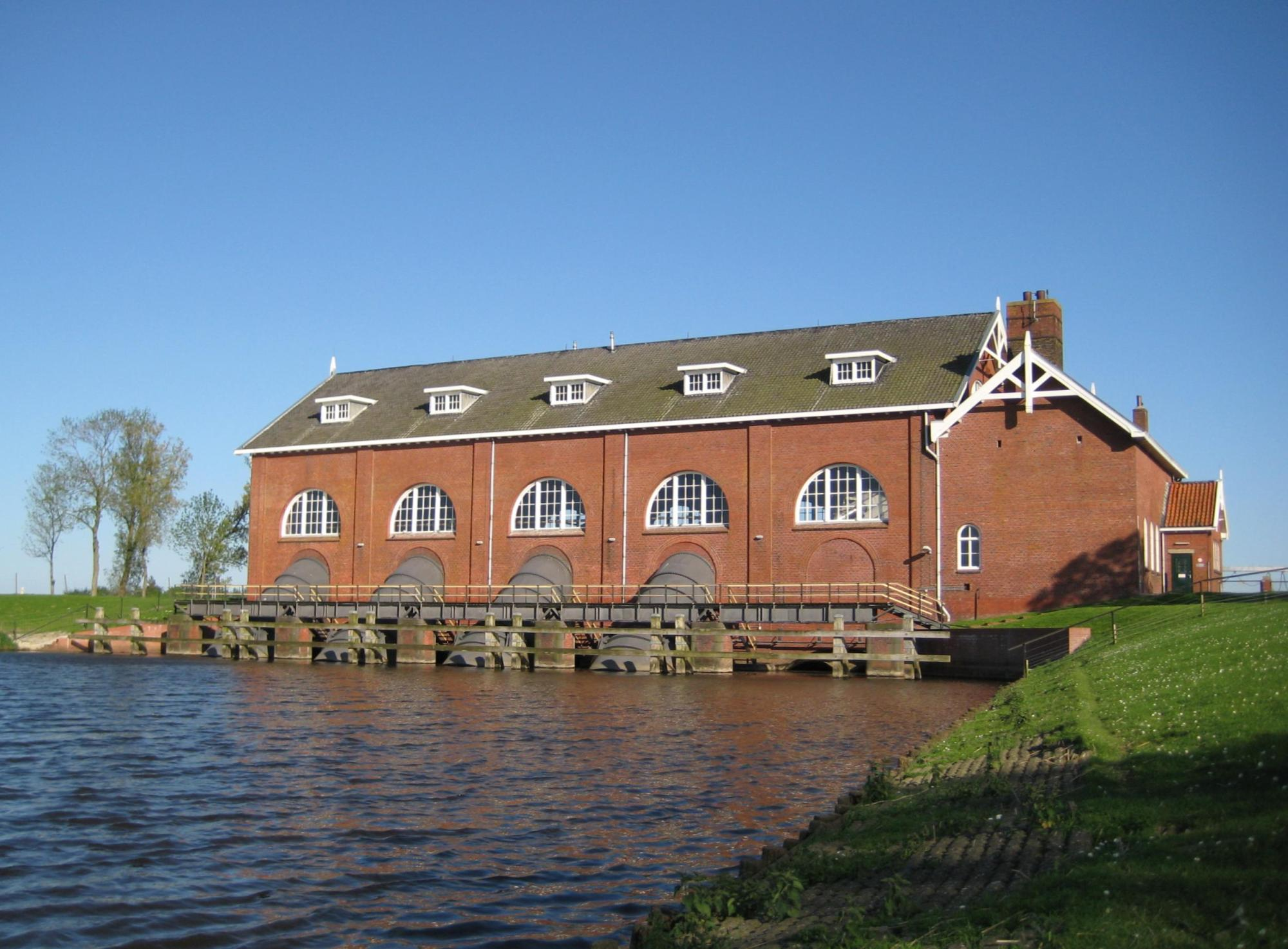
Насосна станція у Лауверзейлі